# Clusia magnifolia
Clusia magnifolia är en tvåhjärtbladig växtart som beskrevs av José Cuatrecasas. Clusia magnifolia ingår i släktet Clusia och familjen Clusiaceae. Inga underarter finns listade i Catalogue of Life.